# Manuel Romain
Manuel Romain, né le 28 avril 1988 à Briançon dans les Hautes-Alpes, est un grimpeur français.

## Palmarès

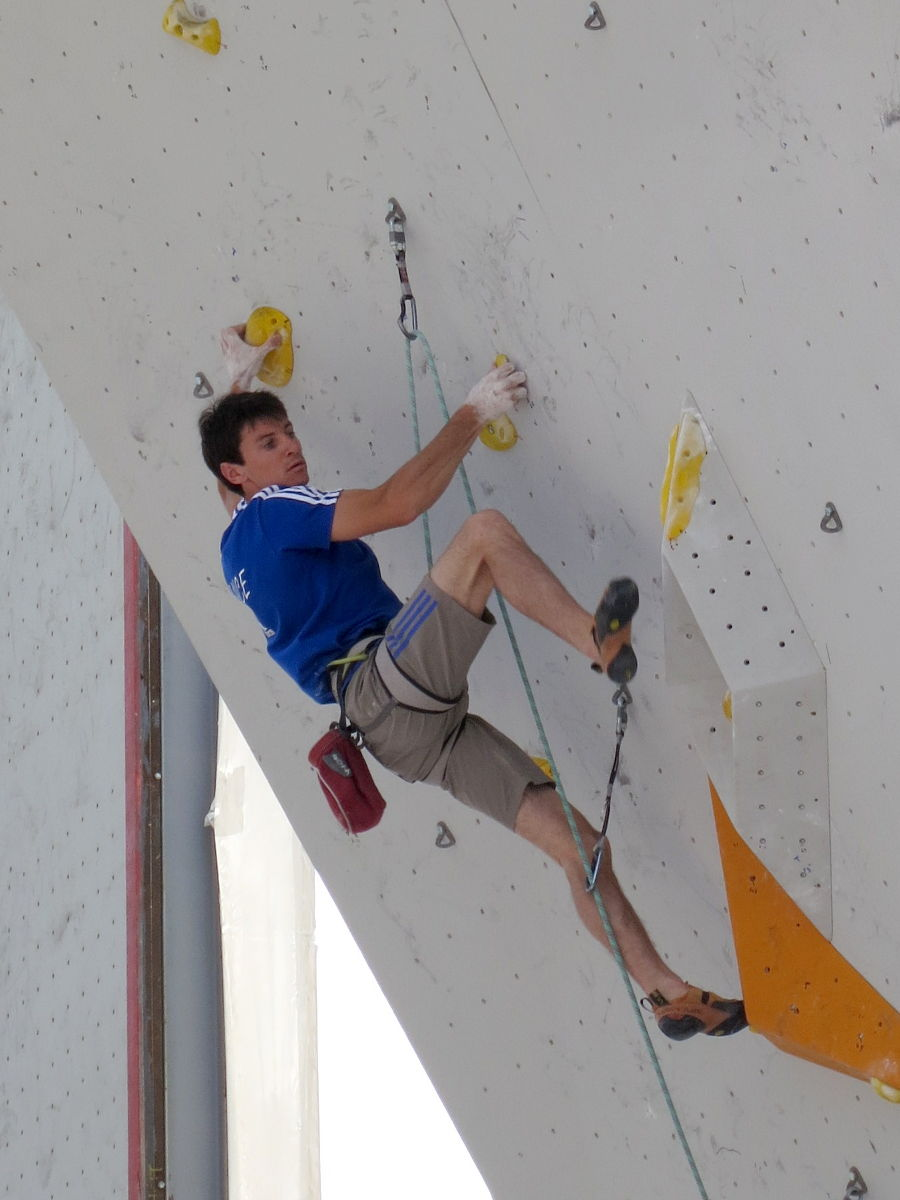
Manuel Romain en demi-finale des championnats d'Europe d'escalade 2013 à Chamonix

### Championnats d'Europe
- 2008 à Paris,  France
  -  Médaille de bronze en difficulté

### Championnats de France
- 2017  Médaille d'or en difficulté[2]

### Équipes
Manu Romain fait partie de la  « world team » de Béal depuis mars 2012.